# Dioecesis Italiae Annonariae

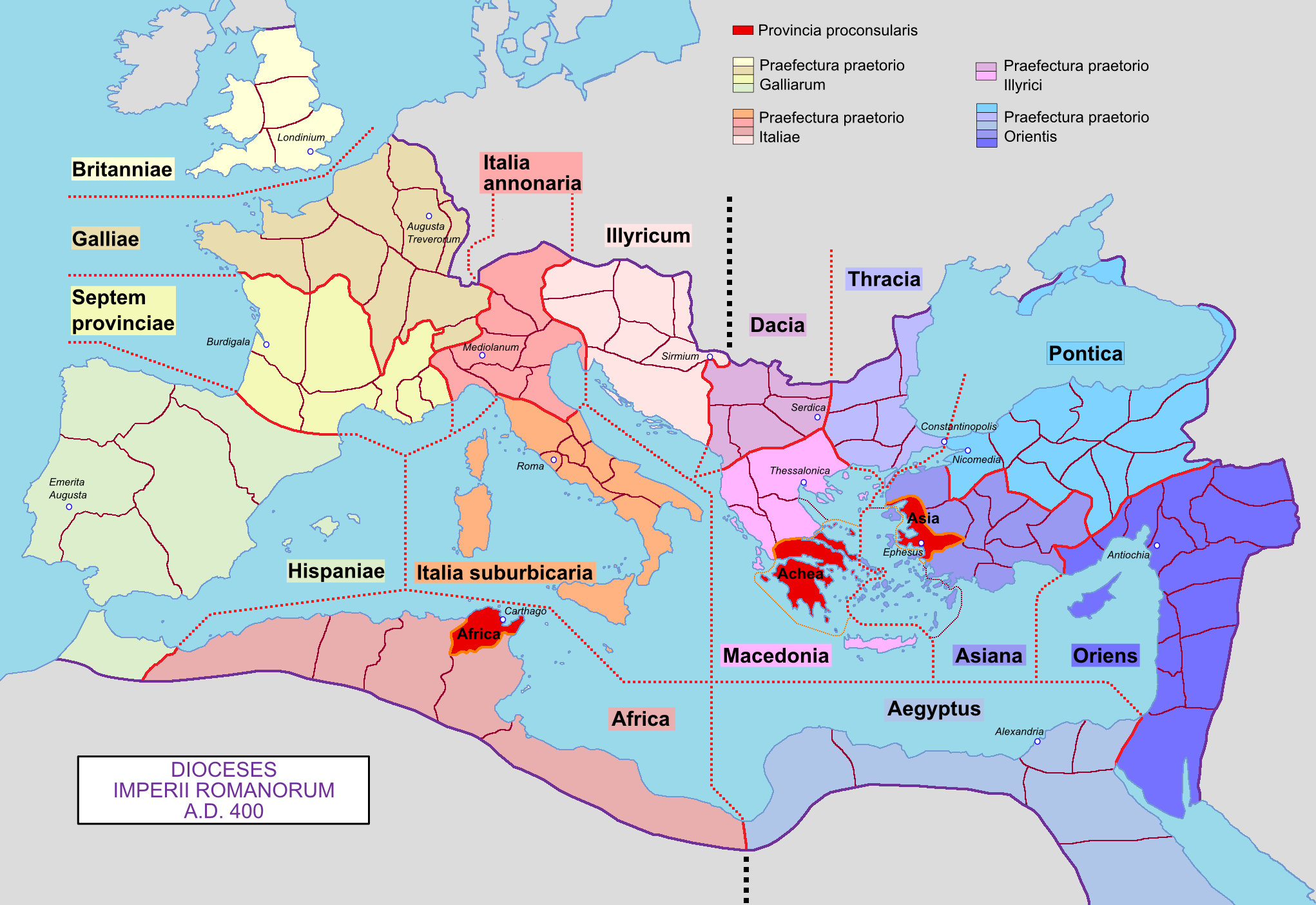
Die Diözesen um 400 n. Chr. (Spätantike)

Die Dioecesis Italiae Annonariae war eine spätantike Verwaltungseinheit (Dioecesis) des Römischen Reiches. Sie bestand von 395 nach Christus bis zu den Reichsreformen Justinians I. in den 530er Jahren. Hauptort war Mediolanum.

## Gebietsstruktur
Die Dioecesis Italiae Annonariae umfasste folgende 8 Provinzen:
- Aemilia et Liguria
- Venetia et Histria
- Alpes Cottiae
- Alpes Graiae
- Raetia prima
- Raetia secunda
- Tuscia et Umbria
- Flaminia et Picenum

## Geschichte
Seit Augustus war Italien in regiones gegliedert. Erst im Zuge der diokletianischen Reformen wurde ganz Italia in feste Verwaltungsbezirke geteilt, welche sich von den Provinzen nur dadurch unterschieden, dass man für ihre Statthalter teilweise den in Italia bereits bekannten Titel corrector beibehielt. Sie erhielten aber wohl die volle Gewalt der übrigen Provinzialstatthalter, so dass sie wie diese die Zivilgerichtsbarkeit wie die Kriminaljustiz ausübten und die gesamte Verwaltung übernahmen. Bereits bei der Reichsteilung 395 wurde die Struktur der Diözesen geändert in vier Präfekturen, 15 Diözesen und 119 Provinzen. Dabei wurde „Italia“ in die Diözesen Italia Annonaria und Italia Suburbicaria geteilt, die der praefectura praetoria Italiae (et Africae) unterstanden. Die Diözese bestand (wenn auch mit abnehmendem Gebietsumfang) unter dem Rex Italiae Odoaker und den Ostgoten fort bis zu den Reichsreformen Justinians I. in den 530er Jahren.